# Diego Lopes
Diego Hipólito da Silva Lopes (São Paulo, 3 mei 1994) – kortweg Diego Lopes – is een Braziliaans voetballer die bij voorkeur als vleugelspeler speelt. Hij tekende in 2015 een contract bij SL Benfica, dat circa €2.000.000,- voor hem betaalde. Datzelfde seizoen werd hij verhuurd aan Kayserispor samen met zijn teamgenoot Derley.

## Clubcarrière
Op veertienjarige leeftijd verliet Diego Lopes Palmeiras voor het Portugese SL Benfica. Tijdens het seizoen 2012/13 werd hij uitgeleend aan Rio Ave. Diego Lopes debuteerde voor Rio Ave tegen Académica Coimbra. In zijn debuutjaar speelde hij 21 competitiewedstrijden. Op 3 augustus 2013 tekende hij een vijfjarige verbintenis bij Rio Ave. Op 17 augustus 2014 scoorde de Braziliaan zijn eerste treffer in de Primeira Liga tegen Vitória Setúbal.